# Clubionidae
Clubionidae este o familie de păianjeni din taxonul Araneomorphae.  În unele limbi familia este supranumită păianjenii sac deoarece își țes un adăpost de forma unui sac sau cocon. Taxonomia grupului revizuită și unele genuri au format familii noi: Anyphaenidae, Tengellidae, Zorocratidae, Miturgidae, Corinnidae și Liocranidae.

## Descriere
Adăpostul este construit pe marginea frunzelor, care sunt răsucite într-un tub. De asemenea, ei se găsesc sub scoarța copacilor printre pietre. Organele filiere sunt mari și conice. Picioarele poartă două gheare. De regulă, reprezentanții familiei sunt vânători activi și nocturni. Mușcătura păianjenilor Chiracanthium, specii întâlnite în locuințele umane, este dureroasă dar nemortală.

## Taxonomie
Familia cuprinde peste 500 de specii din 15 genuri, 2/3 reprezintă genul Clubiona:
- Anaclubiona Ono, 2010 —
- Carteroniella Strand, 1907 —
- Carteronius Simon, 1897 — Madagascar,
- Clubiona Latreille, 1804 —
- Clubionina Berland, 1947 —
- Dorymetaecusv Rainbow, 1920 —
- Elaver O. P-Cambridge, 1898 — America, Filipine
- Malamatidia Deeleman-Reinhold, 2001 — Malayezia, Indonezia
- Matidia Thorell, 1878 — Asia de Sud, Oceania
- Nusatidia Deeleman-Reinhold, 2001 — Asia de Sud
- Pristidia Deeleman-Reinhold, 2001 — Asia de Sud
- Pteroneta Deeleman-Reinhold, 2001 — Asia de Sud, Autralia
- Scopalio Deeleman-Reinhold, 2001 — Calimantan
- Simalio Simon, 1897 — India, Sri-Lanka, Filipine, Trinidadд
- Tixcocoba Gertsch, 1977 — Mexic